# Joc perillós (pel·lícula de 1993)
Joc perillós (títol original: Dangerous Game) és una pel·lícula estatunidenca dramàtica dirigida per Abel Ferrara, estrenada el 1993. Ha estat doblada al català.

## Argument
Eddie Israel és l'únic director que intenta muntar La Mare de Déu dels Miralls, un film sobre la ruptura d'una parella que ningú no vol. Sarah Jennings i Francis Burns comparteixen els papers principals però aquest últim rebutja donar la rèplica a una actriu de televisió, les coses s'espatllen sobre l'escenari i el rodatge esdevé difícil.

## Repartiment
- Harvey Keitel: Eddie Israel
- Madonna: Sarah Jennings - Clara
- James Russo: Francis Burns - Russell
- Victor Argo: El cap operador
- Nancy Ferrara: Madlyn Israel
- Reilly Murphy: Tommy

## Al voltant de la pel·lícula
- S'han gravat una trentena d'hores de proves de rodatge. Abel Ferrara en va fer un primer muntatge de tres hores i mitja que va reduir a continuació a un poc més de dues hores. Algunes escenes d'assajos figuren a la versió definitiva, donant al film l'aspecte documental que volia el director.
- Snake Eyes té un significat particular; el títol designa en efecte la combinació perdedora del doble as, al joc de daus.
- Existeix dos versions de  Snake Eyes, una pública, i l'altre no censurada, que conté escenes tallades a la primera versió.
- Produït per la societat de Madonna, Maverick Films, el film aporta a la cantant el reconeixement dels professionals. Recull excel·lents critiques, i guanya així una certa credibilitat en tant que actriu.
- Premis 1993: Festival de Venècia: Nominada al Lleó d'Or
- El film ha estat retitulat Dangerous Game als Estats Units per evitar un conflicte jurídic perquè existeix una sèrie de films pornogràfics titulats Snake Eyes.[3]